# Welcome marketing
Il welcome marketing è una tecnica di accoglienza, rispetto, servizio, valorizzazione e responsabilizzazione dei migranti, nell'offrire loro opportunità di soddisfazione dei bisogni che si manifestano nella fase di accoglienza e di insediamento del processo d'integrazione nella società di accoglienza.
Il welcome marketing è per sua natura finalizzato a consentire ai migranti l'accesso a offerte universalistiche e sensibili alle differenti identità.
Precursore e pioniere in Italia del nuovo modello di welcome marketing è l'imprenditore Francesco Costa, fondatore di ISI Holding e del progetto editoriale Stranieri in Italia. Per il mercato internazionale, fonda nel 2006 My Own Media network editoriale multietnico con sede a Londra e nel 2010, con la testata The Afro News, vince il the Best Community Newspaper Award al 2nd Black Entertainment, Film, Fashion, Television and Arts (BEFFTA) Awards.  
Nel corso degli anni, My Own Media ha creato redazioni e 16 giornali in lingua straniera, con una tiratura mensile di oltre 300.000 copie; principalmente free press, ma anche giornali venduti in edicola. Alcuni esempi di prodotti editoriali: "Gazeta Romaneasca", pubblicato in rumeno con una tiratura media di 10.000 copie a settimana; "Nasz Swiat" e "Bota Shqiptare", quindicinali in polacco e albanese, in edicola rispettivamente con 8.000 e 14.000 copie al mese. Ad oggi, la stampa di queste riviste è stata completamente sostituita dai portali web. 
Tra i progetti di maggior successo di welcome marketing, Metropoli - il giornale dell'Italia Multietnica de La Repubblica e Il Passaporto, testata del Gruppo Espresso dichiaratamente rivolta al mondo dell'immigrazione. Il welcome marketing trova ben presto mercato in Italia nel settore dei media.